# Hull High
Hull High é uma série de televisão, originalmente exibida pela NBC em 1990. A série nos mostrava a história do Cordell Hull High School, uma escola que se localizava no gueto. O programa misturava elementos de telenovelas e musicais, com o rap dos membros do grupo Hull High Devils. A principal trama adulta, era do professor John Deerborn, interpretado por Will Lyman.
Foram exibidos apenas 6 episódios, e após constatada a falta de aceitação por parte do público e da crítica, foi cancelada definitivamente pela NBC.
Uma conexão com o telefilme de sucesso, High School Musical, foi verificada por fãs, o episódio piloto da série foi coreografado e dirigido por Kenny Ortega, que trabalhou nas mesmas funções no telefilme.

## Elenco
- Nancy Valen como Donna Breedlove
- Mark Ballou como Mark Fuller
- Marty Belafsky como Louis Plumb
- Kristin Dattilo como D.J.
- Cheryl Pollak como Camilla
- George Martin como Emery Dobosh
- Holly Fields como Michelle